# Вашеостровская Спасская пустынь
Вашеостровская Спасская пустынь (Преображенский Вашеостровский монастырь) — мужской монастырь Русской православной церкви, располагавшийся на Монастырском острове Вашозера (ныне Кондопожский район Республики Карелия).
Предположительно монастырь создал на Монастырском острове Вашозера в последней четверти XVI века старец Иосиф. Одно из первых упоминаний монастыря и его основателя содержит писцовая книга 1616—1619 годов Петра Воейкова.
При старце Иосифе были возведены две деревянные церкви — Преображения Господня, в которой имелась трапезная и келарская, и святителя Николая Чудотворца.
По переписи 1678 года в семи кельях подвизались 19 старцев. За оградой были устроены два скотных двора.
В 1723 году Вашеостровская пустынь была приписана к Александро-Свирскому монастырю. Обезлюдевшая к началу 1740-х Вашеостровская пустынь была закрыта по секуляризационной реформе 1764 года.
В 2017—2018 годах на месте исчезнувшей обители поставлена Спасо-Преображенская часовня.